# December, 1963 (Oh, What a Night)
December, 1963 (Oh, What a Night) ist ein Lied der Four Seasons aus dem Jahr 1975, das von Bob Gaudio und Judy Parker geschrieben wurde. Es erschien auf dem Album Who Loves You.

## Geschichte
Ursprünglich handelte der Text von der Aufhebung der Prohibition in den Vereinigten Staaten und hieß deshalb December 5th, 1933, doch der Text musste auf Drängen von Frankie Valli und Parker umgeändert werden. Daher heißt er December, 1963 (Oh, What a Night) und handelt von der nostalgischen Erinnerung eines jungen Mannes an seine Affäre mit einer Frau.
Der Song ist ein Up-Tempo, mit Klavier gespielter Dancerocksong, der einen leicht erkennbaren Schlagzeugrhythmus und ein Klavier-Riff enthält. Er wurde im 4/4-Takt und der Tonart Des-Dur komponiert. Die meisten Teile des Liedes singt der Drummer Gerry Polci, Frankie Valli ist bei den Bridges und im Backgroundgesang zu hören.
Die Veröffentlichung war am 26. Dezember 1975. In den Vereinigten Staaten, Großbritannien und Kanada erreichte der Disco- und Dance-Rocksong die Spitze der Charts.

## Kommerzieller Erfolg

### Chartplatzierungen
| ChartsChartplatzierungen       | Höchstplatzierung | Wochen |
| ------------------------------ | ----------------- | ------ |
| Deutschland (GfK)              | 16 (15 Wo.)       | 15     |
| Vereinigte Staaten (Billboard) | 1 (54 Wo.)        | 54     |
| Vereinigtes Königreich (OCC)   | 1 (10 Wo.)        | 10     |

| ChartsJahrescharts (1976)      | Platzierung |
| ------------------------------ | ----------- |
| Vereinigte Staaten (Billboard) | 4           |

### Auszeichnungen für Musikverkäufe
| Land/Region                  | Auszeichnungen für Musikverkäufe (Land/Region, Auszeichnung, Verkäufe) | Verkäufe  |
| ---------------------------- | ---------------------------------------------------------------------- | --------- |
| Australien (ARIA)            | Platin                                                                 | 70.000    |
| Neuseeland (RMNZ)            | 4× Platin                                                              | 120.000   |
| Vereinigte Staaten (RIAA)    | Gold                                                                   | 1.000.000 |
| Vereinigtes Königreich (BPI) | Gold (Physisch) · + 2× Platin (Digital)                                | 1.700.000 |
| Insgesamt                    | 2× Gold · 6× Platin ·                                                  | 2.290.000 |

## Coverversionen
- 1976: Claude François (Cette année-là)
- 1997: Jive Bunny & the Mastermixers (Pop Back In Time To The 70’s)
- 2000: Kid Creole & the Coconuts
- 2000: Yannik (Ces soirées là)
- 2002: Wyclef Jean
- 2010: John Barrowman
- 2022: Flo Rida (Übernahme der Melodie und ersten Zeile des Refrains)